# Informellt språk
Informellt språk är ett relativt brett begrepp som begriper språk som kännetecknas av att ej ta hänsyn till att följa en viss form av etikettregler. Vanligen avser detta språk som ej försöker vara ordentligt, sakligt och regelrätt och brukar folkmun, förstärkningsord och slanguttryck med mera.
Motsatsen är formellt språk.

## Exempel
- Folkmun
- Förstärkningsord
- Internetslang (chattspråk)
- Slanguttryck
- Skällsord
- Svordom
- Utfyllnadsord